# Landgrafschaft im Oberelsass

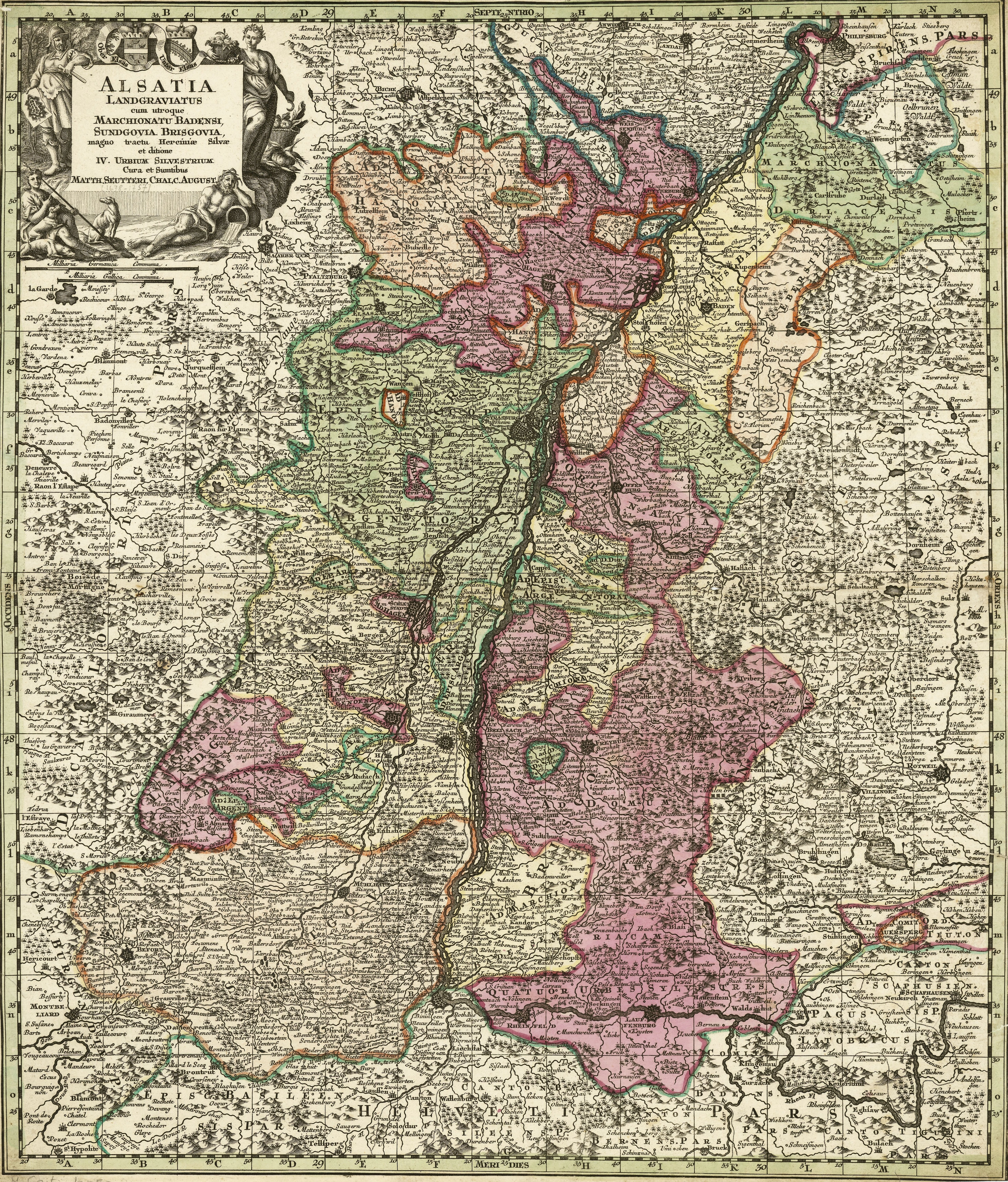
Matthäus Seutter: Alsatia Landgraviatus, um 1750. Die Karte verzeichnet mit den Schriftzügen Landgraviatus Alsatiæ super(ioris) und Landgraviatus Alsatiæ inf(erioris) die beiden Landgrafschaften im Elsass.

Die Landgrafschaft im Oberelsass war eine Landgrafschaft des Heiligen Römischen Reichs im Gebiet des Elsasses, die vom 12. Jahrhundert an in den Quellen aufscheint. Hinweise zur Entstehung der Landgrafschaft sind zeitgenössisch nicht überliefert. Allgemein wird angenommen, dass sie wie andere Landgrafschaften in den Jahren zwischen 1130 und 1135 unter König Lothar von Supplinburg gegründet wurde. Sie ist nicht zu verwechseln mit der Landvogtei Oberelsass, die im Jahr 1274 von König Rudolf von Habsburg eingerichtet wurde. Die Landgrafschaft im Oberelsass führte spätestens seit dem 15. Jahrhundert ein Schattendasein als bloßer Titel ohne Inhalt. Zuletzt erlangte sie Bedeutung im Westfälischen Frieden von 1648, in dem Frankreich unter anderem die Landgrafschaft im Unterelsass und die Landgrafschaft im Oberelsass zugesprochen wurden.

## Geschichte
Es wird angenommen, dass die Landgrafschaft im Oberelsass wie andere Landgrafschaften in den Jahren zwischen 1130 und 1135 unter König Lothar von Supplinburg gegründet wurde. In der Einsetzung der Landgrafen ist in der Hauptsache ein Mittel zur Festigung der Reichsgewalt gegen ein Überhandnehmen der sich um diese Zeit bildenden Territorien gesehen worden. Die politische Situation im Elsass um diese Zeit war zweigeteilt. Neben Gebieten, welche bereits unter der Oberhoheit von Grafen oder grafenbürtigen Geschlechtern standen, gab es noch weite Landstriche, die sich auf ihre direkte Abhängigkeit vom König stützend, noch nicht hatten „territorialisieren“ lassen. Hier war somit ein Arbeitsbereich vorgezeichnet für einen Landgrafen. Das Landgrafenamt im Oberelsass wurde den Grafen von Habsburg übertragen, die sich nach der Habsburg bei Habsburg nannten. Die Landgrafenwürde blieb in der Folge bei dieser Familie. Das Landgrafenamt wurde mit Reichslehen als Amtsgut ausgestattet, so dass sich ein Landgraf standesgemäß versorgen konnte, selbst wenn er nicht oder kaum im Oberelsass begütert war. Diese Ausstattung mit Amtsgut zeigt, dass die Landgrafschaft kein Territoriallehen war, sondern ein Amtslehen, das sich über ein gewisses Gebiet erstreckte. Der Landgraf übte im Namen des Königs die hohe Gerichtsbarkeit über die Königsfreien aus.
Die Habsburger zählten im 12. Jahrhundert mit ihrem Besitz im Sundgau zu den mächtigsten Herren im Oberelsass und darüber hinaus. Wann die erste Belehnung eines Habsburgers mit der Landgrafenwürde im Oberelsass erfolgte, lässt sich nicht mehr feststellen. Mindestens seit 1186 führte Graf Albrecht III. den Titel eines Landgrafen im Elsass. In gleicher Form führte sein Sohn Rudolf II. den Titel 1196 und 1208. Unter dem späteren König Rudolf von Habsburg, dem Enkel des gleichnamigen Grafen, wird der Landgrafentitel zuerst als der eines lantgravius Alsatiae superioris (Landgraf im oberen Elsass) präzisiert und geht sodann zunächst auf König Rudolphs Söhne Albrecht und Hartmann, sowie endlich auf die habsburgische Linie der Herzöge von Österreich über.
Den bedeutendsten territorialen Zuwachs erhielten die Habsburger durch die Heirat des Erzherzogs Albrechts II. mit Johanna, der letzten Gräfin von Pfirt (1324). So kam der ganze westliche Sundgau mit Delle, Belfort und Rougemont an die Habsburger. Unter diesem Herzog soll der Versuch gemacht worden sein, die Landgrafschaft des Unterelsasses mit derjenigen des Oberelsasses zu vereinigen.
Die landgräfliche Jurisdiktion an den einzelnen Gerichtsstätten des Oberelsasses übten im 14. Jahrhundert die Herzöge von Österreich ziemlich selten persönlich aus, zum Teil weil mancherorts hier wie im Unterelsass die hohe Gerichtsbarkeit in Afterlehen gegeben war. Wo dies nicht der Fall war, wurde regelmäßig ein Landrichter bestellt, welches Amt Glieder der Adelsgeschlechter Horburg, Bollweiler usw. ausübten. Auch das dem Landrichter nachgeordnete Amt des Landbüttels war zu Lehen an ein ritterliches Geschlecht ausgegeben.
Zuletzt hört man von der Landgrafschaft im Westfälischen Frieden von 1648, in dem Frankreich unter anderem die Landgrafschaft im Unterelsass und die Landgrafschaft im Oberelsass zugesprochen wurden.

## Liste der Landgrafen im Oberelsass
- Grafen von Habsburg:
  - Albrecht III., † 1199, Graf von Habsburg, 1186 Landgraf im (Ober-)Elsass
  - Rudolf II., † 1232, Graf von Habsburg, 1196 und 1208 Landgraf im (Ober-)Elsass
  - Albrecht IV., † 1239, Graf von Habsburg, Landgraf im (Ober-)Elsass
  - Rudolf IV., † 1291, 1273–1291 König des Heiligen Römischen Reichs, Graf von Habsburg, Landgraf im Oberelsass
- 1291–1648 folgt die lange Reihe der Herzöge von Österreich, Verwaltung durch Vorderösterreich
- 1648 an Frankreich abgetreten

## Belege
1. ↑  F. Eyer 1970, S. 162
2. ↑  F. Eyer 1970, S. 163
3. ↑  F. Eyer 1970, S. 166
4. ↑  F. Eyer 1970, S. 167
5. ↑  W. Franck 1873, S. 123
6. ↑  W. Franck 1873, S. 124
7. ↑  W. Franck 1873, S. 124
8. ↑  W. Franck 1873, S. 126
9. ↑  W. Franck 1873, S. 129
10. ↑  F. Eyer 1970, S. 178